# یواس‌اس لس‌آنجلس (آی‌دی-۱۴۷۰)
یواس‌اس لس‌آنجلس (آی‌دی-۱۴۷۰) (به انگلیسی: USS Los Angeles (ID-1470)) یک کشتی بود که طول آن ۴۳۵ فوت (۱۳۳ متر) بود. این کشتی در سال ۱۹۱۶ ساخته شد.